# دره گامیشی
دره گامیشی. [ دَرْ رَ ] (اِخ) دهی است، از دهستان تل بزان شهرستان مسجدسلیمان شهر اهواز در استان خوزستان، واقع در ۱۷ هزار گزی جنوب خاوری مسجد سلیمان و ۳ هزار گزی خاور راه شوسه اهواز.
با ۱۰۰ تن سکنه. آب آن از چشمه و راه آن اتومبیل رو است. این روستا دارای یک مدرسه و یک امامزاده است. امامزاده شاهزاده علی در این روستا واقع است که در سال‌های ۱۳۲۳ و ۱۳۹۱ نوسازی و مرمت شده‌است. این روستا فاقد جاده اسفالته، آب لوله کشی و گاز است.
ساکنینش از [[طایفه قندلی، از شاخه هفت لنگ ایل بختیاری‌اند. طایفه قندلی بعدازجنگی ک باحکومت داشتن ب این منطقه پناهنده شدند